# Underwood (Nottinghamshire)
Underwood – wieś w Anglii, w hrabstwie Nottinghamshire, w dystrykcie Ashfield. Leży 16 km na północny zachód od miasta Nottingham i 189 km na północny zachód od Londynu.